# Phlomidoschema parviflorum
Phlomidoschema parviflorum là một loài thực vật có hoa trong họ Hoa môi. Loài này được (Benth.) Vved. miêu tả khoa học đầu tiên năm 1941.